# Метод бисекции

Несколько шагов метода деления пополам применяются к начальному диапазону [a_{1};b_{1}]. Большая красная точка — это корень функции.

Метод бисекции или метод деления отрезка пополам — простейший численный метод для решения нелинейных уравнений вида f(x)=0. Предполагается только непрерывность функции f(x). Поиск основывается на теореме о промежуточных значениях.

## Обоснование
Алгоритм основан на следующем следствии из теоремы Больцано — Коши:

Пусть непрерывная функция {\displaystyle f(x)\in \mathrm {C} ([a,\;b])}, тогда, если {\displaystyle sign(f(a))\neq sign(f(b))}, то {\displaystyle \exists c\in [a,\;b]:\;f(c)=0}.

Таким образом, если мы ищем ноль, то на концах отрезка функция должна быть противоположных знаков. Разделим отрезок пополам и возьмём ту из половинок, на концах которой функция по-прежнему принимает значения противоположных знаков. Если значение функции в серединной точке оказалось искомым нулём, то процесс завершается.
Точность вычислений задаётся одним из двух способов:
1. {\displaystyle \varepsilon _{f(x)}} по оси {\displaystyle y}, что ближе к условию {\displaystyle f(x)=0} из описания алгоритма; или
2. {\displaystyle \varepsilon _{x}}, по оси {\displaystyle x}, что может оказаться удобным в некоторых случаях.

Процедуру следует продолжать до достижения заданной точности.
Для поиска произвольного значения достаточно вычесть из значения функции искомое значение и искать ноль получившейся функции.

## Описание алгоритма
Задача заключается в нахождении корней нелинейного уравнения
Для начала итераций необходимо знать отрезок {\displaystyle [x_{L},x_{R}]} значений {\displaystyle x}, на концах которого функция принимает значения противоположных знаков.
Противоположность знаков значений функции на концах отрезка можно определить множеством способов. Один из множества этих способов — умножение значений функции на концах отрезка и определение знака произведения путём сравнения результата умножения с нулём:
в действительных вычислениях такой способ проверки противоположности знаков при крутых функциях приводит к преждевременному переполнению.
Для устранения переполнения и уменьшения затрат времени, то есть для увеличения быстродействия, на некоторых программно-компьютерных комплексах противоположность знаков значений функции на концах отрезка нужно определять по формуле:
так как одна операция сравнения двух знаков двух чисел требует меньшего времени, чем две операции: умножение двух чисел (особенно с плавающей запятой и двойной длины) и сравнение результата с нулём. При данном сравнении, значения функции {\displaystyle f(x)} в точках {\displaystyle x_{L}} и {\displaystyle x_{R}} можно не вычислять, достаточно вычислить только знаки функции {\displaystyle f(x)} в этих точках, что требует меньшего машинного времени.
Из непрерывности функции {\displaystyle f(x)} и условия (2.2) следует, что на отрезке {\displaystyle [x_{L},x_{R}]} существует хотя бы один корень уравнения (в случае не монотонной функции {\displaystyle f(x)} функция может иметь несколько корней на отрезке, тогда метод приводит к нахождению одного из них).
Найдём значение {\displaystyle x} в середине отрезка:
в действительных вычислениях, для уменьшения числа операций, в начале, вне цикла, вычисляют длину отрезка по формуле:
{\displaystyle x_{D}=(x_{R}-x_{L}),}
а в цикле вычисляют длину очередных новых отрезков по формуле: {\displaystyle x_{D}=x_{D}/2} и новую середину по формуле:
{\displaystyle x_{M}=x_{L}+x_{D}.}
Вычислим значение функции {\displaystyle f(x_{M})} в середине отрезка {\displaystyle x_{M}}:
- Если {\displaystyle f(x_{M})=0} или, в действительных вычислениях, {\displaystyle |f(x_{M})|\leq \varepsilon _{f(x)}}, где {\displaystyle \varepsilon _{f(x)}} — заданная точность по оси {\displaystyle y}, то корень найден.
- Иначе {\displaystyle f(x_{M})\neq 0} или, в действительных вычислениях, {\displaystyle |f(x_{M})|>\varepsilon _{f(x)}}, то разобьём отрезок {\displaystyle [x_{L},x_{R}]} на два равных отрезка: {\displaystyle [x_{L},x_{M}]} и {\displaystyle [x_{M},x_{R}]}.

Теперь найдём новый отрезок, на котором функция меняет знак:
- Если значения функции на концах отрезка имеют противоположные знаки на левом отрезке, {\displaystyle f(x_{L})\cdot f(x_{M})<0} или {\displaystyle sign(f(x_{L}))\neq sign(f(x_{M}))}, то, соответственно, корень находится внутри левого отрезка {\displaystyle [x_{L},x_{M}]}. Тогда возьмём левый отрезок присвоением {\displaystyle x_{R}=x_{M}}, и повторим описанную процедуру до достижения требуемой точности {\displaystyle \varepsilon _{f(x)}} по оси {\displaystyle y}.
- Иначе значения функции на концах отрезка имеют противоположные знаки на правом отрезке, {\displaystyle f(x_{M})\cdot f(x_{R})<0} или {\displaystyle sign(f(x_{M}))\neq sign(f(x_{R}))}, то, соответственно, корень находится внутри правого отрезка {\displaystyle [x_{M},x_{R}]}. Тогда возьмём правый отрезок присвоением {\displaystyle x_{L}=x_{M}}, и повторим описанную процедуру до достижения требуемой точности {\displaystyle \varepsilon _{f(x)}} по оси {\displaystyle y}.

За количество итераций {\displaystyle N} деление пополам осуществляется {\displaystyle N} раз, поэтому длина конечного отрезка в {\displaystyle 2^{N}} раз меньше длины исходного отрезка.
Существует похожий метод, но с критерием останова вычислений {\displaystyle \varepsilon _{x}} по оси {\displaystyle x}, в этом методе вычисления продолжаются до тех пор, пока, после очередного деления пополам, новый отрезок больше заданной точности по оси {\displaystyle x}: {\displaystyle (x_{R}-x_{L})>\varepsilon _{x}}. В этом методе отрезок на оси {\displaystyle x} может достичь заданной величины {\displaystyle \varepsilon _{x}}, а значения функций {\displaystyle f(x)} (особенно крутых) на оси {\displaystyle y} могут очень далеко отстоять от нуля, при пологих же функциях {\displaystyle f(x)} этот метод приводит к большому числу лишних вычислений.
В дискретных функциях {\displaystyle x_{L},x_{M}} и {\displaystyle x_{R}} — это номера элементов массива, которые не могут быть дробными, и, в случае второго критерия останова вычислений, разность {\displaystyle (x_{R}-x_{L})} не может быть меньше {\displaystyle \varepsilon _{x}=1}.

## Псевдокод
;Пусть
- xn — начало отрезка по х;
- xk — конец отрезка по х;
- xi — середина отрезка по х;
- epsy — требуемая точность вычислений по y (заданное приближение интервала [xn; xk] : xk — xn к нулю).

Тогда алгоритм метода бисекции можно записать в псевдокоде следующим образом:
1. Начало.
2. Ввод xn, xk, epsy.
3. Если F(xn) = 0, то Вывод (корень уравнения — xn).
4. Если F(xk) = 0, то Вывод (корень уравнения — xk).
5. Пока xk — xn > epsy повторять:
6. dx := (xk — xn)/2;
7. xi := xn + dx;
8. если sign(F(xn)) ≠ sign(F(xi)), то xk := xi;
9. иначе xn := xi.
10. конец повторять
11. Вывод (Найден корень уравнения — xi с точностью по y — epsy).
12. Конец.

На языке программирования Python алгоритм будет выглядеть следующим образом:
```
# Метод биссекции
def F(dx):
    return dx**2 - 6*dx + 8
xn = 0
xk = 10
epsy = 0.01
print (xn, xk, epsy)
if F(xn) == 0:
    print (f"xn")
    exit()
if F(xk) == 0:
    print (f"xk")
    exit()
while xk - xn > epsy:
    dx = (xk - xn)/2;
    xi = xn + dx;
    if (F(xn)<0 and F(xi)>0)or (F(xn)>0 and F(xi)<0):
        xk = xi
    else:
        xn = xi
    print (f"Найден корень уравнения — xi: {xi}")
    print (f"Найден c точностью по y — epsy: {F(xi)}")

```

## Поиск значения корня монотонной дискретной функции
Поиск наиболее приближённого к корню значения в монотонной дискретной функции, заданной таблично и записанной в массиве, заключается в разбиении массива пополам (на две части), выборе из двух новых частей той части, в которой значения элементов массива меняют знак путём сравнения знаков срединного элемента массива со знаком граничного значения и повторении алгоритма для половины в которой значения элементов массива меняют знак.
Пусть переменные леваяГраница и праваяГраница содержат, соответственно, левую левГран и правую правГран границы массива, в которой находится приближение к корню. Исследование начинается с разбиения массива пополам (на две части) путём нахождения номера среднего элемента массива середина.
Если знаки значений массива массив[леваяГраница] и массив[середина] противоположны, то приближение к корню ищут в левой половине массива, то есть значением праваяГраница становится середина и на следующей итерации исследуется только левая половина массива.
Если знаки значений массив[леваяГраница] и массив[середина] одинаковы, то осуществляется переход к поиску приближения к корню в правой половине массива, то есть значением переменной леваяГраница становится середина и на следующей итерации исследуется только правая половина массива.
Т.о., в результате каждой проверки область поиска сужается вдвое.
Например, если длина массива равна 1023, то после первого сравнения область сужается до 511 элементов, а после второго — до 255. Т.о. для поиска приближения к корню в массиве из 1023 элементов достаточно 10 проходов (итераций).
Псевдокод:
```
леваяГраница
 
=
 
левГран

праваяГраница
 
=
 
правГран

while
 
(
праваяГраница
 
-
 
леваяГраница
 
>
 
1
)
 
{

   
длинаОтрезка
 
=
 
правГран
 
-
 
левГран

   
половинаОтрезка
 
=
 
int
(
длинаОтрезка
 
/
 
2
)
 

   
середина
 
=
 
леваяГраница
 
+
 
половинаОтрезка

   
if
 
(
sign
(
массив
[
леваяГраница
])
 
≠
 
sign
(
массив
[
середина
]))

      
праваяГраница
 
=
 
середина

   
else

      
леваяГраница
 
=
 
середина

}

printf
 
середина

```